# Ботафогу (футбольний клуб, Салвадор)
«Ботафогу» (порт. Botafogo) — бразильський футбольний клуб, який базується в муніципалітеті Сеньйор-ду-Бонфін, штат Баїя. Заснований 1 листопада 1914 року в місті Салвадор.